# 休闲产业
休闲产业是专注于休闲活动、娱乐、体育运动和旅游相关产品和服务的商业部门。
该领域已经发展到有大学学位和学科关注它，如康奈尔大学酒店管理学院，韦伯国际大学，和圣荷西州立大学的酒店、娱乐和旅游管理部门。一些大学提供休闲产业相关的学位，其中两所大学在荷兰:布雷达应用科学大学和斯坦德应用科学大学。两者都提供国际休闲管理学士学位。